# Mittelherweg
Mittelherweg ist eine Hofschaft in Halver im Märkischen Kreis im Regierungsbezirk Arnsberg in Nordrhein-Westfalen (Deutschland).

## Lage und Beschreibung
Mittelherweg liegt im östlichen Halver an der Landesstraße 892 zwischen Schmidtsiepen und dem größeren Ehringhausen. Weitere Nachbarorte sind Grund, Berge, Pottheinrich und der Herweger Schleifkotten.
Nördlich von Mittelherweg liegt der Brehenberg, eine 401,6 m ü. NHN hohe Erhebung.

## Geschichte
Mittelherweg wurde erstmals 1557 urkundlich erwähnt, die Entstehungszeit der Siedlung wird aber im Zeitraum zwischen 1300 und 1400 in der Folge der zweiten mittelalterlichen Rodungsperiode vermutet.
1818 lebten 15 Einwohner im Ort. 1838 gehörte Mittelherweg als Middern-Herweg der Ehringhauser Bauerschaft innerhalb der Bürgermeisterei Halver an. Der laut der Ortschafts- und Entfernungs-Tabelle des Regierungs-Bezirks Arnsberg als Hof kategorisierte Ort besaß zu dieser Zeit drei Wohnhäuser, drei Fabriken bzw. Mühlen und ein landwirtschaftliches Gebäude. Zu dieser Zeit lebten 30 Einwohner im Ort, allesamt evangelischen Glaubens.
Das Gemeindelexikon für die Provinz Westfalen von 1887 gibt eine Zahl von 23 Einwohnern an, die in drei Wohnhäusern lebten.
Wie auch die anderen -herweg Orte in Halver (Oberherweg, Schröders Herweg, Niederherweg, Neuenherweg, Herweger Schleifkotten) leitet sich der Ortsname aus der Lage an der Altstraße von Köln über Wipperfürth, Halver, Lüdenscheid, Werdohl und Arnsberg nach Soest hervor, ein mittelalterlicher (nach anderen Ansichten vorgeschichtlicher) Handels-, Pilger- und Heerweg, die über den Weg nördlich von Mittelherweg verlief.